# 애플 I
애플 I(Apple I) 또는 애플-1(Apple-1)은 1976년에 애플 컴퓨터 컴퍼니(지금의 애플)가 출시한 개인용 컴퓨터이다. 본래 애플 컴퓨터(Apple Computer)라는 이름을 사용하였으며 스티브 워즈니악이 설계하고 수공으로 만든 컴퓨터이다. 애플 I은 애플 최초의 제품이다. 1976년 4월 캘리포니아주 팔로알토의 홈브루 컴퓨터 클럽에서 시연하였다.

## 에뮬레이터, 복제품, 유사품
현대의 부품을 생산한 애플 I (Replica 1)의 소프트웨어 호환 복제품은 2003년에 약 200 달러의 가격에 출시되었다.  그 밖의 다른 유사품과 DIY 키트, 설명서도 존재한다.

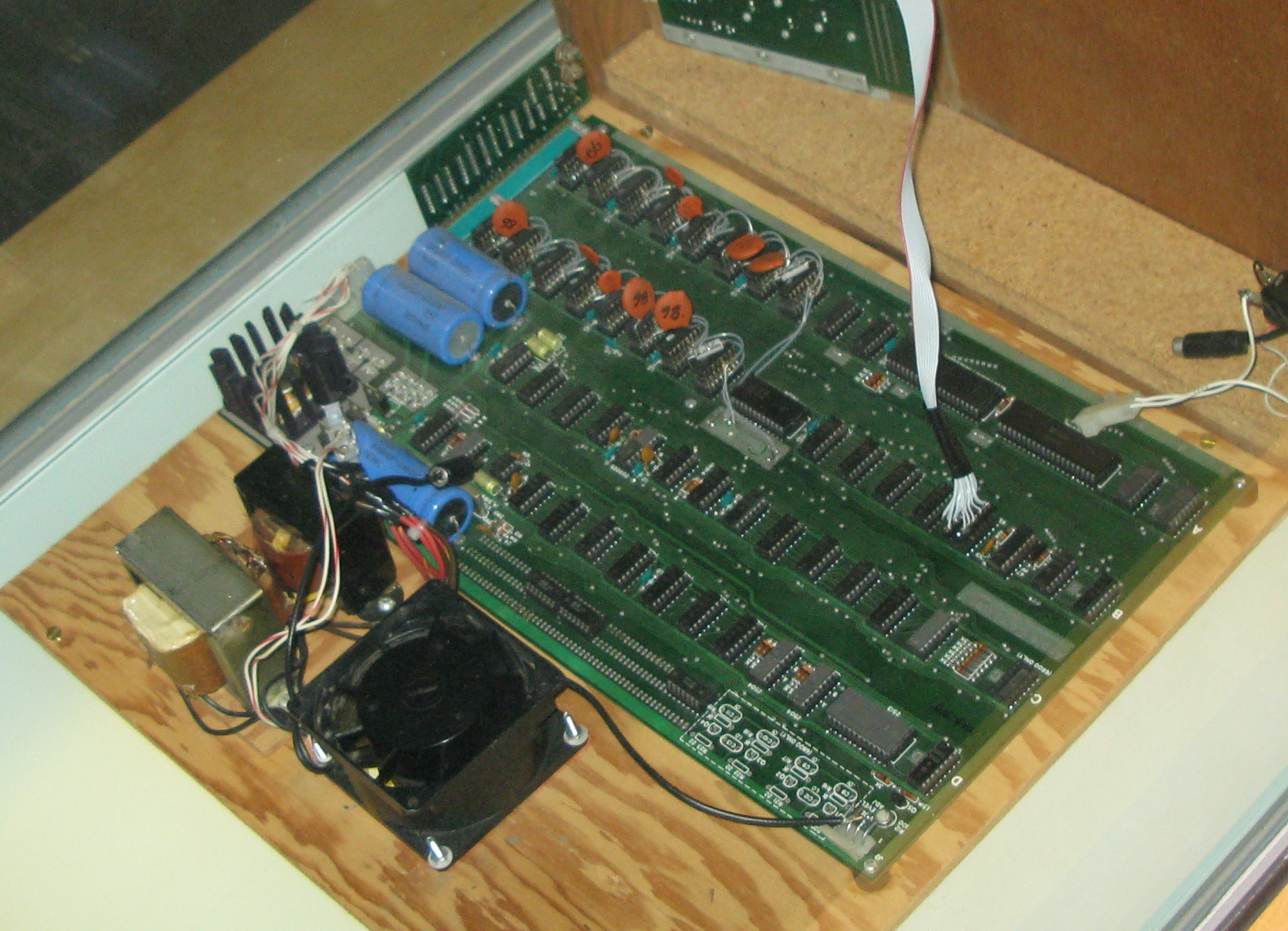
완전히 조립된 애플 I의 회로 기판.

## 같이 보기
- 애플 II